# Simon Clarke (homme politique)
Pour les articles homonymes, voir Clarke.
Simon Clarke, né le 28 septembre 1984 à Stockton-on-Tees, est un homme politique britannique, membre du Parti conservateur et député de Middlesbrough South et East Cleveland de 2017 à 2024.
De septembre à octobre 2022, il est secrétaire d'État à l'Égalité des chances, au Logement et aux Communautés dans le gouvernement de Liz Truss.

## Jeunesse
Clarke est né à l'hôpital North Tees et grandit dans le village de Marton. Ses parents, Richard et Jill Clarke, sont avocat et mère au foyer,. Il fait des études privées à la Yarm School du North Yorkshire, avant de poursuivre ses études d'histoire à l'University College d'Oxford. Après avoir quitté l'université, il déménage à Londres et suit une formation d'avocat à Slaughter et May avant de travailler en 2010 pour le député conservateur de Surrey Dominic Raab, puis pour le député conservateur du Yorkshire Graham Stuart.

## Carrière politique
Clarke se présente en vain comme candidat conservateur dans la circonscription de Middlesbrough aux élections générales de 2015, se classant troisième et subissant un swing contre son parti de 2,3 %. Tout en étant employé comme conseiller politique du député conservateur Graham Stuart, il est sélectionné comme candidat pour Middlesbrough South et East Cleveland en avril 2017. Il est élu aux élections générales de 2017, remportant le siège sur le parti travailliste après que le député en exercice Tom Blenkinsop se soit retiré,,.
Clarke siège au comité du Trésor, au sous-comité du Trésor et au comité de réforme de la réglementation. Il affronte à la fois le député travailliste de Redcar et le conseil de Middlesbrough au sujet de projets d'amélioration des transports dans la région,, alors qu'il a plaidé contre son propre parti pour les parcs éoliens terrestres.
Le 27 juillet 2019, il est nommé secrétaire de l'Échiquier au Trésor dans le premier gouvernement de Boris Johnson. Le 13 février 2020, il passe ministre d'État au département du Logement, des Communautés et du Gouvernement local.
Clarke est un fervent partisan du Brexit, ayant voté pour que le Royaume-Uni quitte l'Union européenne. Il est un partisan de la campagne eurosceptique Leave Means Leave. Il qualifie le nouvel accord sur le Brexit obtenu par Boris Johnson de « merveilleuses nouvelles ». Il critiquait l'approche de négociation adoptée par la Première ministre Theresa May et soumet un appel pour un vote de défiance à l'égard de sa direction.
Le 6 septembre 2022, il est nommé secrétaire d'État à l'Égalité des chances, au Logement et aux Communautés sous la Première ministre Liz Truss.

## Vie privée
Clarke vit dans le bourg de Guisborough et à Londres. Il est marié à Hannah et ils ont un jeune fils,. Sa taille, un peu plus de 2 mètres, fait de lui le deuxième plus grand député de Grande-Bretagne et lui a valu le surnom de « échasses » à l'école.